# Ministerie van Hadj

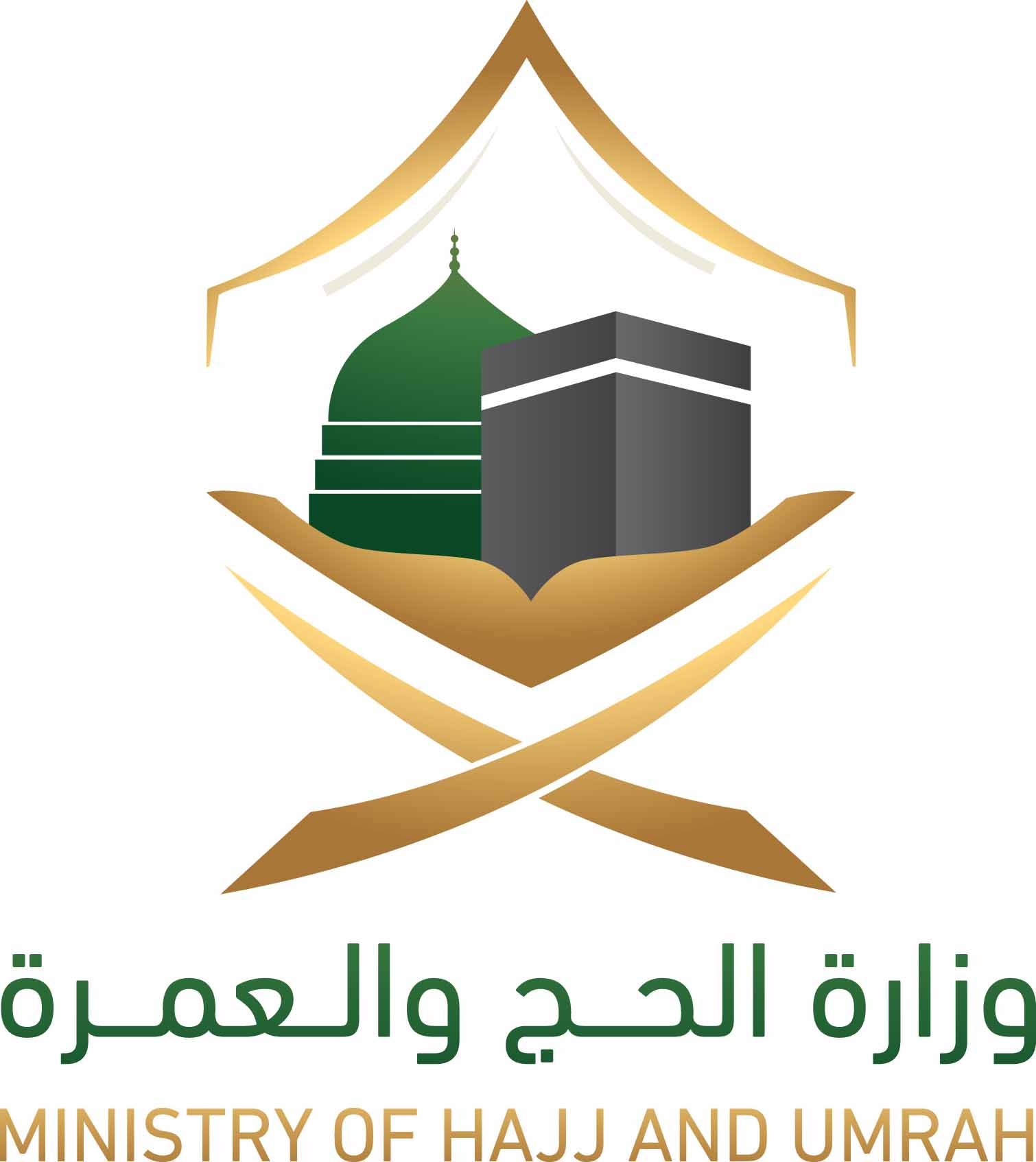
logo

Het Ministerie van Hadj en Oemra is het ministerie van Saoedi-Arabië dat de Hadj en Oemra coördineert. Het is gevestigd te Riyad.
Het ministerie is verantwoordelijk voor de uitvoering van het beleid omtrent de bedevaart naar Mekka en Medina. Volgens de Saoedische wet zal de staat verantwoordelijkheid nemen voor het dienen van de twee Heilige Moskeeën, de volledige verzorging van de pelgrims, de renovatie van de twee Heilige Moskeeën en het verschaffen van de diensten die daartoe nodig zijn.
Het ministerie houdt ook een lijst bij van erkende reisbureaus die hadjreizen aanbieden.